# Hisahide Macunaga
 Hisahide Macunaga  (japonsky 松永 久秀; 1510 – 19. listopadu 1577) byl japonský daimjó období Sengoku.
Byl společníkem Nagajošiho Mijošiho (三好長慶) a od roku 1540 vazalem Masanagy Mijošiho (三好政長). Pod jeho vedením byla v roce 1560 dobyta provincie Jamato a do roku 1564 si vybudoval dostatečně silnou základnu, aby se stal skutečně nezávislým. Předpokládá se, že byl v tomto období zapojen do spiknutí proti Čókeiovi, od roku 1561 do roku 1563 zemřeli tři Čókeiovi bratři a syn Jošioki (三好義興). Po smrti Čókeie byl jeho dědicem ustanoven adoptovaný Jošicugu Mijoši, příliš mladý na vládnutí. Poručnictví sdíleli tři muži - Nagajuki Mijoši, Masajasu Mijoši a Tomomiči Iwanari.
V roce 1565 poručníci a Hisahide spolupracovali a vypravili armádu, aby zajala Jošiteru Ašikagu, šóguna, který byl následně buď zavražděn nebo přinucen spáchat sebevraždu. Jeho bratr, Jošiaki Ašikaga, utekl a šógunem byl ustanoven jeho mladý bratranec Jošihide.
V roce 1566 začal boj mezi Hisahidem a Mijošim. Zpočátku byla Hisahideho vojska neúspěšná a jejich zničení buddhistického Tódaidži v Naře bylo považováno za hanebný čin.
V roce 1568 Nobunaga Oda s loutkovým vládcem Jošiakim napadl Hisahideho. Nobunaga obsadil v listopadu Kjóto a Hisahide byl přinucen ke kapitulaci. Jošiaki byl ustanoven šógunem a tento post zastával až do roku 1573, kdy odstoupil pod nátlakem Nobunagy. Hisahide si udržel provincii Jamato a krátký čas sloužil Nobunagovi v jeho taženích proti Mijošimu a jiným. V roce 1573 se Hisahide nakrátko spojil s Mijošim, ale když nebyla naděje na úspěch, vrátil se k Nobunagovi a bojoval proti Mijošimu. V roce 1577 se oddělil znovu od Nobunagy a tehdy se Nobunaga obrátil proti němu a oblehl jej v hradě Šigisan. Byl poražen, ale vzdorovitý Hisahide spáchal sebevraždu a nařídil zničit svou hlavu, aby se nestala trofejí (jeho syn, Kodžiro Macunaga, popadl hlavu Hisahideho a skočil z hradních zdí a přeťal si hrdlo mečem) a také zničil neocenitelnou nádobu na čaj (Hiragumo), po které dychtil Nobunaga. Jeho syn, Hisamiči, též v obležení, spáchal sebevraždu.
Hisahide je často v románech zobrazován jako scvrklý a intrikující muž, ale je to fiktivní obraz na základě jeho vražd a zničení Tódai-dži. Ve skutečnosti to byl vysoký přitažlivý a vzdělaný muž, patron umění.